# أنتوني بانون
أنتوني بانون (بالإنجليزية: Anthony Bannon)‏ هو ناقد فني أمريكي، ولد في 6 ديسمبر 1943 في هانوفر في الولايات المتحدة.